# Documenti papali mariologici

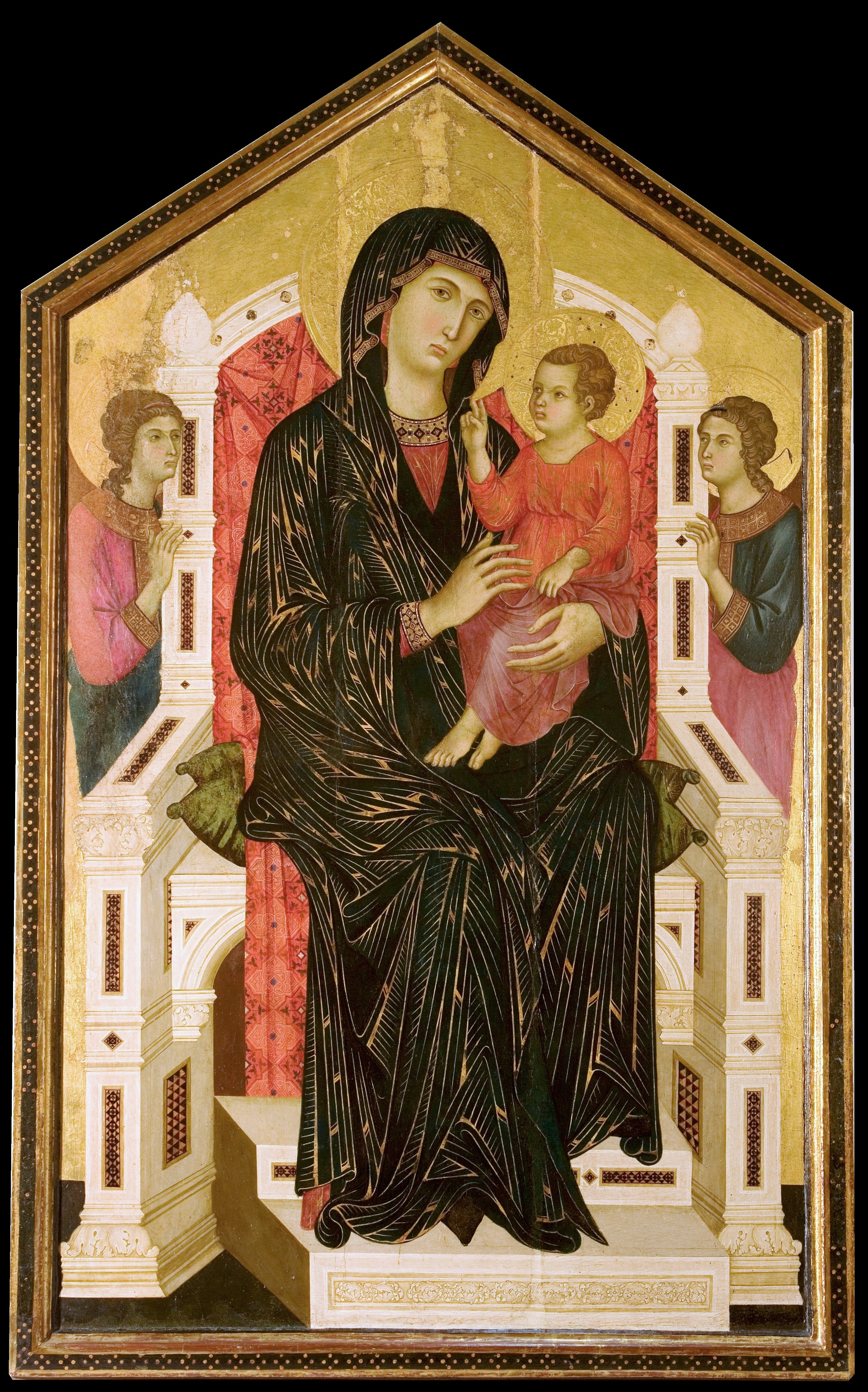
Madonna con Bambino, Maestro di Badia a Isola, c. 1300

I documenti papali mariologici sono una serie di documenti promulgati dai pontefici nel corso dei secoli aventi per argomento Maria e la mariologia. Quest'ultima disciplina è stata sviluppata dai teologi sulla base non solo delle Scritture e della tradizione cristiana, ma anche sul sensus fidei dei fedeli nel loro complesso, "dai vescovi all'ultimo dei fedeli", e i documenti papali hanno raccolto questi sviluppi, definendo dei dogmi mariani, contribuendo a diffondere delle dottrine e ad incoraggiare devozioni all'interno della Chiesa cattolica.
Certi papi sono stati molto influenti nello sviluppo della dottrina e della venerazione della Beata Vergine Maria. Essi presero delle decisioni non solo nel campo delle credenze mariane ma anche nelle pratiche e nelle devozioni alla Madonna. Prima del XX secolo, i papi promulgavano la venerazione alla Madonna autorizzando nuove feste mariane, preghiere, iniziative e concedendo specifici privilegi a ordini, chiese e santuari. A partire da papa Leone XIII, i papi hanno iniziato a promulgare encicliche, lettere apostoliche e dogmi (Immacolata Concezione e Assunzione di Maria) di spirito prettamente mariologico. 

## Sfondo storico
Storicamente una bolla papale è una "lettera apostolica con sigillo di piombo." Una bolla papale è un decreto ufficiale. In termini di formalità, le bolle papali e le costituzioni apostoliche stanno sopra le encicliche, le quali seguono immediatamente le lettere apostoliche in ordine di importanza. Una costituzione apostolica è il decreto più alto emesso da un pontefice ed è generalmente emessa in forma di bolla, timbrata e firmata dal pontefice. Per loro natura, le costituzioni apostoliche sono rivolte ai cristiani, mentre le encicliche sono dirette a patriarchi, primati, arcivescovi e vescovi in comunione con la Santa Sede.

## Dogmi

### La verginità perpetua di Maria
- Dominici gregis – Questa bolla papale venne emessa da papa Clemente VIII il 3 febbraio 1603. Essa considera la pietà mariana come la base per la Chiesa e condanna un certo numero di errori fatti nei secoli, tra cui la negazione della verginità di Maria.[4]

### Madre di Dio
Questo dogma venne deciso dal Concilio di Efeso sotto la pena dell'anatema per quanti non vi credano. Esso venne promulgato nel contesto dell'eresia ariana che ribadiva che Maria fosse unicamente "Christotokos" (Madre di Cristo) più che "Theotokos" (Madre di Dio).

### L'Immacolata Concezione
- Cum Praeexcelsa, una bolla di Sisto IV emessa il 28 febbraio 1476, durante la peste, prevedeva la celebrazione di una messa o un officio sacro per la festa dell'Immacolata Concezione.[5]

- Ubi Primum è un'enciclica di papa Pio IX ai vescovi della Chiesa cattolica nella quale si chiedeva la loro opinione sulla definizione del dogma dell'Immacolata Concezione della Vergine Maria. Venne emessa il 2 febbraio 1849.[6]

- Ineffabilis Deus – In questa bolla papale di fondamentale importanza (il titolo latino significa "Dio ineffabile") papa Pio IX definì ex cathedra il dogma dell'Immacolata Concezione della Vergine Maria. Il decreto venne promulgato l'8 dicembre 1854, la data dell'annuale festa dell'Immacolata Concezione. Il decreto fa un breve excursus sulla storia della Chiesa, citando le radici a lungo corso della festa della Concezione di Maria come tradizione significativa nelle chiese occidentali ed orientali. Essa riporta inoltre l'opinione dei vescovi di tutto il mondo emersa dal sondaggio del 1849. (Il decreto era stato preceduto dall'enciclica Ubi primum del 2 febbraio 1849).

Stemma di Pio X

- Ad diem illum laetissimum – Questa enciclica di papa Pio X sull'Immacolata Concezione, venne pubblicata il 2 febbraio 1904, nel primo anno del suo pontificato. Venne emessa per commemorare il cinquantesimo anniversario della proclamazione del dogma dell'Immacolata Concezione. Essa è un documento importante in quanto spiega la mariologia di Pio X. Una delle ragioni per cui il papa è stato spinto ascrivere l'enciclica fu il suo desiderio di restaurare tutte le cose in Cristo che egli pose anche nel suo motto: Instaurare omnia in Christo; per fare ciò non vi è strada più diretta e sicura di Maria.[7]

- Fulgens Corona – Questa enciclica di papa Pio XII venne pubblicata l'8 settembre 1953 nella Festa della Natività della Beata Vergine Maria. L'enciclica proclamava l'anno mariano per il 1954, per commemorare il centenario della definizione del dogma dell'Immacolata Concezione di Maria. Fulgens corona è significativa in quanto contiene la mariologia di papa Pio XII e la sua visione della chiesa a lui contemporanea.[8]

### L'Assunzione
- Deiparae Virginis Mariae (1º maggio 1946) – un'enciclica di papa Pio XII a tutti i vescovi cattolici sulla possibilità di definire l'Assunzione di Maria come un dogma di fede.[9][10]

- Munificentissimus Deus. Questa costituzione apostolica venne pubblicata da papa Pio XII il 1º novembre 1950. Essa definisce ex cathedra il dogma dell'Assunzione di Maria. È la seconda definizione ex-cathedra di un papa tramite l'infallibilità. Seguendo l'esempio di Pio IX, Pio XII aveva pubblicato l'enciclica Deiparae Virginis Mariae il 1º maggio 1946 a tutti i vescovi cattolici chiedendo loro di dare un parre sulla possibile dogmatizzazione dell'Assunzione.[11]

## Maria Regina del Cielo
- Ad Caeli Reginam – Questa enciclica venne pubblicata da papa Pio XII sulla festa della Maternità della Beata Vergine Maria l'11 ottobre 1954. L'enciclica è un elemento importante nella mariologia di papa Pio XII col quale egli stabilì la festa della Regalità di Maria.[12]

## Maria, come intercessore di Pace

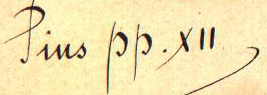
Firma di Pio XII

- Auspicia Quaedam – è un'enciclica di papa Pio XII pubblicata il 1º maggio 1948, che riguarda le preghiere pubbliche in tutto il mondo alla Madonna per la pace.[13]

- Christi Matri – è un'enciclica di papa Paolo VI pubblicata il 15 settembre 1966, richiedendo una particolare devozione a Maria nel mese di ottobre per invocare la pace.[14]

## Sul Rosario
- Consueverunt Romani Pontifices è una bolla papale di papa Pio V pubblicata il 17 settembre 1569 sul Rosario e la sua recita.[15] Questa bolla papale ha istituito l'essenza del Rosario stesso nell'attuale configurazione.[16]

- Supremi Apostolatus Officio, pubblicata il 1º settembre 1883, è la prima delle molte encicliche di papa Leone XIII sul Rosario.[17]

- Superiore Anno, enciclica pubblicata il 30 agosto 1884 da Leone XIII "sulla recita del Rosario".[18]

- Octobri Mense è un'enciclica sul Rosario di papa Leone XIII, pubblicata il 22 settembre 1891.[19] L'argomento era la potenza della preghiera e l'efficacia del Rosario.[20]

- Ingruentium Malorum – Questa enciclica di Pio XII si focalizza sul Rosario. Venne pubblicata il 15 settembre (festa dell'Addolorata) 1951. L'enciclica ribadisce come, dall'inizio del suo pontificato, papa Pio XII abbia affidato alla Madre di Dio il destino dell'umana famiglia. Il papa ha supportato fortemente l'idea che le famiglie cattoliche debbano pregare insieme.[21]

Stemma di Giovanni Paolo II con la croce mariana

- Rosarium Virginis Mariae – questa lettera apostolica di papa Giovanni Paolo II venne pubblicata il 16 ottobre 2002. Essa riguarda il Rosario visto come un compendio del messaggio del Vangelo: Il Rosario, tramite un chiaro richiamo mariano, è una preghiera cristocentrica. Nella sobrietà dei suoi elementi, ha tutta la profondità del messaggio evangelico nella sua interezza, del quale possiamo definirlo un compendio. La lettera riafferma la potenza del Rosario e stabilisce come attraverso il Rosario il fedele riceva grazie abbondanti, come attraverso le mani della Madre del Redentore.[22]

## Congregazioni mariane
- Gloriosae Dominae – di papa Benedetto XIV venne pubblicata il 27 settembre 1748. Nella sua lettera apostolica papa Benedetto XIV chiamò la Vergine Maria "Regina del Cielo e della Terra", riconoscendole una sovranità conferitale da Dio.

- Bis saeculari – Questa costituzione apostolica venne promulgata da papa Pio XII il 27 settembre 1948, nel duecentesimo anniversario della bolla papale Gloriosae Dominae di papa Benedetto XIV del 1748. Essa è importante dal momento che riguarda le Congregazioni mariane, associazioni di persone, sodali, dedicate alla vita cristiana, seguendo il modello della Vergine Maria. In Bis Saeculari, papa Pio XII puntò sull'importanza della vita secondo Maria nella Chiesa che produce vite e sacerdoti santi.[23]

## Altri documenti
- Signum Magnum – un'esortazione apostolica di papa Paolo VI pubblicata il 13 maggio 1967 sulla consacrazione della Beata Vergine Maria.[24]

- Marialis Cultus – papa Paolo VI pubblicò questa esortazione apostolica il 2 febbraio 1974. La lettera aveva il sottotitolo, per il giusto orientamento e lo sviluppo della devozione alla Beata Vergine Maria. Il documento non si focalizza su specifici temi mariologici, ma chiarifica il modo in cui la Chiesa cattolica celebra le liturgie che commemorano Maria e la devozione mariana. La preparazione del documento richiese quattro anni per la sua redazione.[25]

- Redemptoris Mater – papa Giovanni Paolo II pubblicò questa enciclica il 25 marzo 1987. Essa ha per sottotitolo Sulla Beata Vergine Maria nella vita della Chiesa pellegrina. L'enciclica discute del posto speciale riservato alla Beata Vergine Maria nel piano di redenzione dell'umanità ed il suo ruolo nel Mistero di Cristo. In questa enciclica, papa Giovanni Paolo II conferma il titolo di Madre della Chiesa proclamato da papa Paolo VI al Concilio Vaticano II il 21 novembre 1964.[26]